# Kropiwnica (Białoruś)
Kropiwnica (biał. Крапіўніца; ros. Крапивница) – wieś na Białorusi, w obwodzie grodzieńskim, w rejonie świsłockim, w sielsowiecie Porozów.
W dwudziestoleciu międzywojennym miejscowość leżała w Polsce, w województwie białostockim, w powiecie wołkowyskim, w gminie Porozów. 16 października 1933 utworzyła gromadę w gminie Porozów. Po II wojnie światowej weszła w struktury ZSRR.
Zobacz też: Krapiwnica